# Pied-de-poule
Pour l’article homonyme, voir Pied de Poule.
Le pied-de-poule est un motif tissé de textile d'habillement dont le dessin géométrique rappelle, pour le nom français, un pied de gallinacé. En anglais, il est appelé houndstooth, en référence aux dents des lévriers. Le motif est créé par une armure factice combinant l'armure avec ourdissage et navetage appropriés. C'est un tissé teint car les fils sont déjà teints avant le tissage.
Les appellations « pied-de-coq » pour un motif plus grand et « pied de puce » pour un motif plus petit, sont des néologismes qualifiant la dimension du motif pied de poule.
L'entrelacement se fait en sergeant un même nombre de fils de trame dessus ou dessous (en changeant de côté un seul fil latéral de chaque suite de fils de trame de la même couleur) ; les trames et navetages contiennent également un nombre égal de fils successifs de la même couleur).
Ci-dessous figurent des exemples de tissages en pied-poule, avec des trames 12/12 sergées 4/4, des trames 4/4 sergées 2/2, et des trames 2/2 sergées 1/1 (seule la serge 1/1 est un tissage de type toile ; quand elle est réalisée avec des bandes et non des fils, elle sert communément à la réalisation de panneaux solides, en fils ou bandes de matière plastiques, en tiges de rotin plus épaisses, ou en fines lanières de bois).
Cependant le tissage en toile, qui résiste davantage aux torsions obliques que les autres serges 2/2 et 4/4 (lesquelles donnent un tissage plus élastique pour les tractions obliques, ces serges étant alors mieux adaptées aux textiles d'habillement), laisse des jours plus importants entre les fils des deux trames entrelacées: pour les textiles : ce tissage plus ajouré, mais plus contraignant sur les fils, convient mieux aux draps, aux tissus d'ameublement ou de décoration, ou aux rideaux semi-transparents.

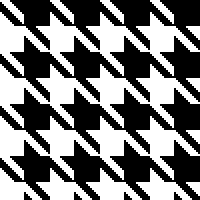
Pied-de-poule (croisant des trames horizontales ou verticales alternant chacune 12 fils blancs puis 12 fils noirs, avec un croisement des trames tous les 4 fils). Ici les fils de même couleur parallèles ou croisés ne sont pas visiblement séparés, on distingue seulement sur la même face les alternances de couleur.
Schéma pour tisser un pied-de-poule (croisant des trames horizontales ou verticales alternant chacune 4 fils blancs puis 4 fils noirs, avec un croisement des trames tous les 2 fils). Ici les fils de même couleur parallèles ou croisés sont visiblement séparés.
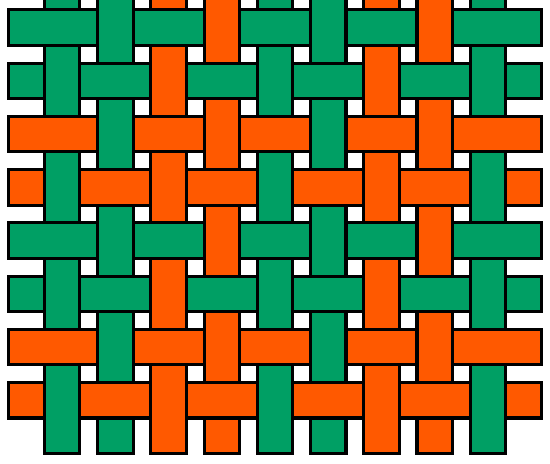
Schéma de l'armure minimale d'un pied de poule (croisant des trames horizontales ou verticales alternant chacune 2 fils rouges puis 2 fils verts, avec un croisement des trames à chaque fil). Ici les fils de même couleur parallèles ou croisés sont visiblement séparés.

Le pied-de-poule classique n'utilise que des fils de deux couleurs (typiquement noir et blanc, aussi bien pour les trames que pour les navettes). On peut créer des variantes avec plus de couleurs (par exemple deux couleurs pour les trames, deux autres pour les navettes) et produire un pied-de poule formant un pseudo-damier dont les carreaux apparents sont dans 4 paires différentes de couleurs mêlées.